# Santa Coloma (Allande)
Santa Coloma, o Santa Colomba en asturià, és una parròquia del conceyu asturià d'Allande. Té una superfície de 43,8 km² i una població de 59 habitants. repartides en els 16 nuclis que la formen.
El codi postal n'és el 33888.

## Entitats de població
- Santa Coloma: el llogaret de Santa Coloma està a 760 msnm a la vora dreta del riu Pumarín. Està a uns 19 quilòmetres de la Pola de Allande i hi habiten tres persones. L'església parroquial és del segle xv i seu al costat hi ha un teix de 8 metres declarat Monument Natural.
- Arbeyales
- Bendón
- Bustel
- Cabral
- El Caleyo
- Is
- Llaneces
- Meres
- Monón
- Muriellos
- Penouta
- Pontenova
- La Porquera
- El Rebollo
- El Sellón
- Vallinadosa